# Charles Hines
Charles Hines (Oakland, 14 febbraio 1892 – Los Angeles, 16 luglio 1936) è stato un attore e regista cinematografico statunitense dell'epoca del muto.
Era il fratello dell'attore Johnny Hines che diresse in diverse pellicole.

## Filmografia parziale
- Conductor 1492 (1924)
- The Speed Spook (1924)
- Giovanotto mi piacete (The Early Bird) (1925)
- The Crackerjack (1925)
- The Live Wire (1925)
- Rainbow Riley (1926)
- Stepping Along (1926)
- The Brown Derby (1926)
- White Pants Willie (1927)
- All Aboard (1927)
- Home Made (1927)
- Chinatown Charlie (1928)
- The Wright Idea (1928)